# 금령로
금령로(Geumyung-ro)는 대한민국 경기도 용인시 처인구 동부동 마평3거리부터 경기도 용인시 처인구 중앙동 통일공원3거리까지 이어지는 약 2.04km의 도로이다. 이 도로는 용인 시내를 가로지른다.

## 주요경유지
경기도 용인시
- 처인구 (동부동, 중앙동)

## 노선
| 이름             | 접속 노선                                                         | 소재지        | 소재지 | 비고       |
| ---------------- | ----------------------------------------------------------------- | ------------- | ------ | ---------- |
| 통일공원삼거리   | 국도 제42호선 국가지원지방도 제98호선 (중부대로) 중부대로1362번길 | 용인시 처인구 | 중앙동 |            |
| 중앙지구대삼거리 | 금령로13번길                                                      | 용인시 처인구 | 중앙동 |            |
| 처인구청사거리   | 금령로55번길 금령로56번길                                         | 용인시 처인구 | 중앙동 |            |
| 용인시장삼거리   | 금령로99번길                                                      | 용인시 처인구 | 중앙동 |            |
| 용인사거리       | 국도 제45호선 (백옥대로)                                          | 용인시 처인구 | 중앙동 |            |
| 마평사거리       | 경안천로 (용인시)                                                 | 용인시 처인구 | 동부동 |            |
| 제일교회사거리   | 국가지원지방도 제98호선 (고림로)                                  | 용인시 처인구 | 동부동 | 회전교차로 |
| 마평삼거리       | 국도 제42호선 (중부대로)                                          | 용인시 처인구 | 동부동 |            |